# Cypraea

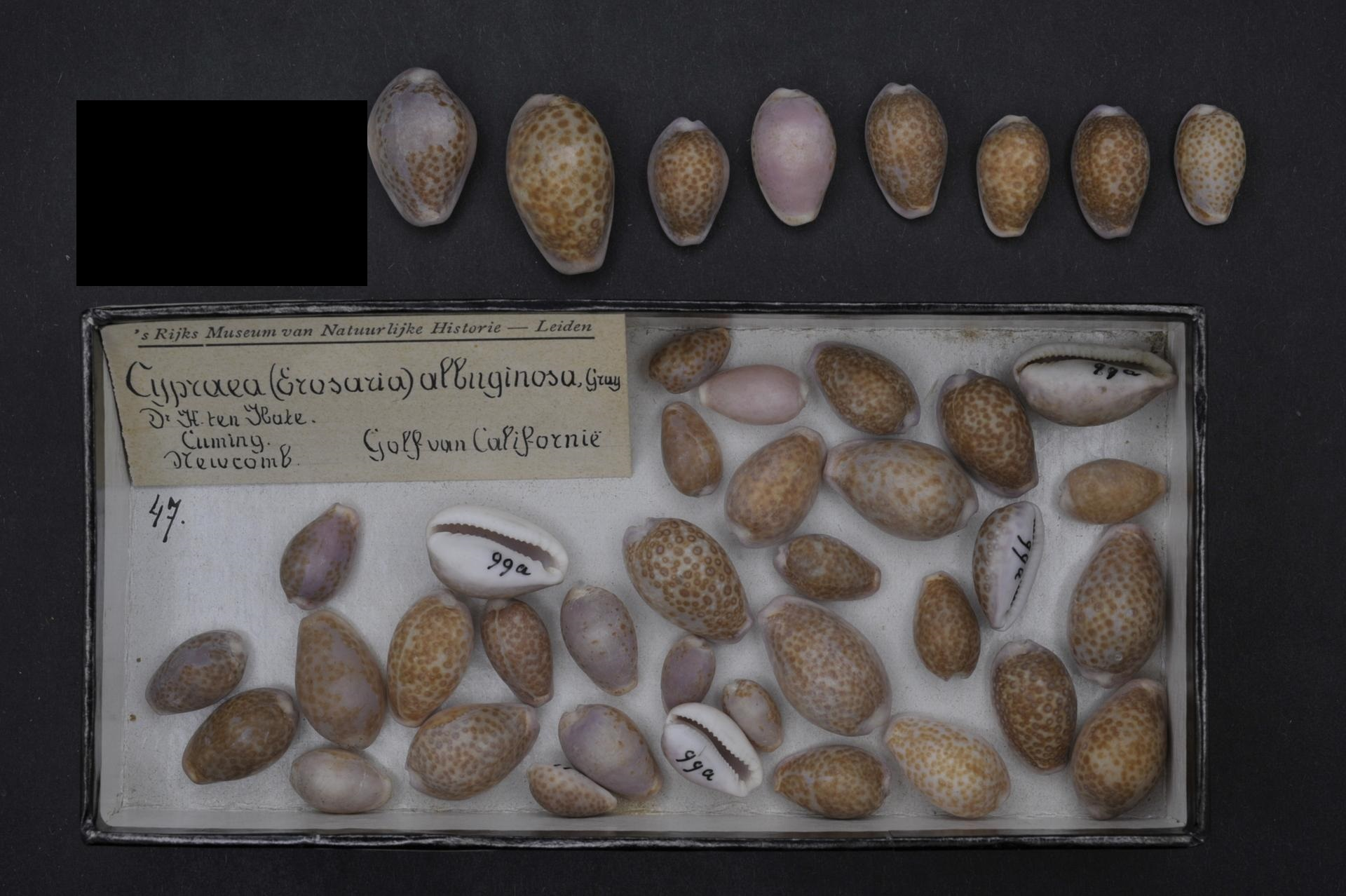
Cypraea albuginosa, Museum Specimens. Naturalis.

Cypraea ist eine Gattung aus der Familie der Kaurischnecken (Cypraeidae) und umfasst lediglich zwei Arten: zum einen die sehr bekannte Cypraea tigris und zum anderen die seltenere Cypraea pantherina. Das Verbreitungsgebiet der Art C. tigris erstreckt sich von der Ostküste Afrikas über den gesamten Indischen Ozean bis zur Südsee; die Art C. pantherina ist ausschließlich im Roten Meer beheimatet.

## Beschreibung
Arten dieser Gattung werden verhältnismäßig groß und sind schwer. Die Zeichnung des Gehäuses variiert stark. Punkte sind jedoch immer vorhanden. Bei einigen Individuen sind es nur sehr wenige, bei manchen so viele, dass das Gehäuse (mit Ausnahme der Unterseite) ganz bedeckt ist. Die Unterseite, einschließlich der Zähne, ist immer weiß. Der Mantel des lebenden Tieres ist bei beiden Arten durchschimmernd und zeigt ein zebraartiges Muster.

## Arten
- Cypraea pantherina Solander, 1786
- Cypraea tigris Linnaeus, 1758

## Systematik
Als Linnaeus 1758 die Gattung Cypraea beschrieb, führte er zahlreiche Arten auf, die nach seinem Verständnis dort subsumiert werden konnten. Diese Betrachtung ist auch heute noch durchaus üblich und man findet die stark vereinfachte Zuweisung an vielen Stellen wieder, nur ist sie nicht mehr zeitgemäß. Forscher haben in den 250 Jahren danach einiges über die Lebensräume, das Verhalten und die besonderen Merkmale der verschiedenen Schnecken herausgefunden und neue Systematiken vorgeschlagen. Diese Vorschläge sind nie fix; es steht jedem Autor frei, seine eigene Systematik zu verwenden und zu veröffentlichen.  Eines haben aber alle ernstzunehmenden neueren Betrachtungen gemein: Sie kommen nicht mehr mit nur einer Gattung aus - mit der Folge, dass die heutige Gattung Cypraea nur noch wenige Arten umfasst. Da tigris und pantherina immer dazugezählt werden, werden diese hier besonders hervorgehoben und aufgeführt.
Nicht in der Liste der Arten erscheinen annulus, spurca, vitellus und lynx, die zwar bei der einen Klassifikation erwähnt werden, aber bei einer anderen schon nicht mehr. Dafür findet man bei der zweiten Betrachtung die Arten algoensis, ingloria, amphitales, fuscorubra, binostrata und philmarti vor, die wiederum bei der ersten Klassifikation unbekannt sind. Dies führt zu Irritationen.
Daher an dieser Stelle der Hinweis, dass sich die hier dargestellte Gattung Cypraea an eine Systematik anlehnt, welche die verwandtschaftlichen Verhältnisse mittels DNA-Analyse und nicht durch reine Inaugenscheinnahme ermittelt.

## Gegenüberstellung der Arten
|               | Cypraea pantherina | Cypraea tigris |
| ------------- | ------------------ | -------------- |
| Gehäusegrößen | 60–82 mm           | 70–108 mm      |
| Vorkommen     | Rotes Meer         | Indopazifik    |
| Tiefe         | bis 15 m           | 10–35 m        |
| Ansicht       |                    |                |